# Columbia Basin

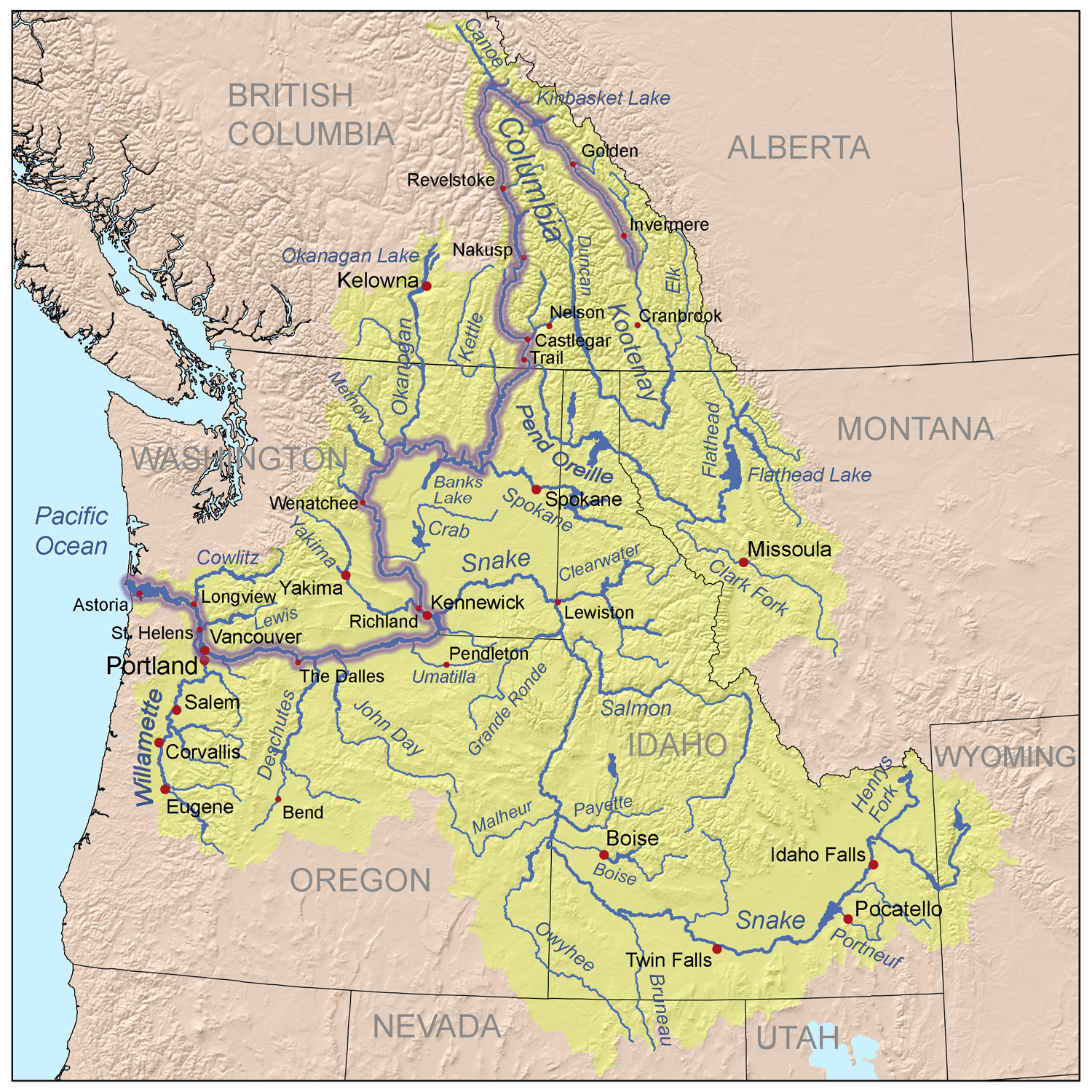
Il Columbia Basin

Il Columbia Basin, il bacino di drenaggio del Columbia, occupa una grande area della regione del Pacifico di nord-est del Nord America. Comunemente il termine viene riferito ad un'area più piccola, generalmente la porzione di bacino nell'est dello Stato di Washington.
L'uso del termine "Columbia Basin" nella Columbia Britannica generalmente viene riferito soltanto all'immediato bacino del Columbia e del fiume Kootenay escludendo quelli dei fiumi Okanagan, Kettle e Similkameen.

## Descrizione
Il Columbia Basin include la porzione di sud-est della provincia canadese della Columbia Britannica, gran parte dell'Idaho, Oregon e Stato di Washington, la parte occidentale del Montana, e piccole porzioni di Nevada, Utah e Wyoming. Lo spartiacque del drenaggio sud e sud-est confina con il drenaggio interno di nord del Great Basin. A nord-est della regione confina con i bacini dei fiumi Saskatchewan (Baia di Hudson) e Mackenzie (Mare di Beaufort), e a nord-ovest col bacino del Fraser. Il bacino si estende dalla sorgente del Columbia nelle Montagne Rocciose a est attraverso la Cascade Range fino al deflusso del fiume Columbia nell'Oceano Pacifico a ovest.
Il fiume Columbia scarica più acqua nell'oceano Pacifico rispetto ad ogni altro fiume del nord e sud America.. Lungo il suo corso di 2.040 km scorre attraverso quattro catene montuose: le Montagne rocciose, le Selkirks, Cascades e le montagne costiere. La corrente principale del Columbia nasce dal Lago Columbia nell'ovest delle Montagne Rocciose in Canada. Il suo maggiore affluente, il fiume Snake, va dalla sua sorgente nel Yellowstone National Park in Wyoming fino ad innestarsi nel Columbia. Quando Lewis e Clark esplorarono la regione nei primi anni del XIX secolo, enormi branchi di salmone tornavano a deporre le uova tutti gli anni. "Le moltitudini di questo pesce sono quasi inconcepibili," scrisse Clark nell'autunno del 1805. A quel tempo, il Columbia ed i suoi affluenti fornivano un habitat fluviale incontaminato.

## Uso comune
I residenti della zona circostante la confluenza del fiume Columbia e dello Snake, una regione centrata sull'area metropolitana delle Tri cities, usano il termine "Columbia basin" per riferirsi alla loro regione molto più piccola. Questo utilizzo è più o meno sinonimo di Columbia Plateau o meno equivalente alla zona relativamente poco boschiva delimitata dalle Cascades, Blu Mountains, Montagne Wallowa e Montagne Rocciose e la Okanagan Highland. Questo senso del termine Columbia Basin ha ampliato il suo primo significato ai terreni irrigati dalla diga di Grand Coulee e il Progetto Columbia Basin per includere l'irrigazione di altri distretti come le valli Yakima e Walla Walla. Al suo centro vi è il Pasco Basin, un'area grande circa il doppio, contenente l'Hanford Site.